# Pernette Osinga
Pernette Osinga (ur. 11 kwietnia 1967 w Amsterdamie) – holenderska szpadzistka, brązowa medalistka mistrzostw świata.
Podczas mistrzostw świata w Hawanie w 1992 roku wywalczyła brązowy medal w turnieju indywidualnym. W zawodach tych wyprzedziły ją jedynie Węgierka Mariann Horváth i Francuzka Sophie Moressée.. Był to jedyny medal wywalczony przez Osingę w zawodach tego cyklu. Zajęła też między innymi dziesiąte miejsce w rywalizacji indywidualnej na mistrzostwach świata w Atenach w 1994 roku.
Nigdy nie wzięła udziału w igrzyskach olimpijskich.
Zdobyła brązowy medal w szpadzie indywidualnej na mistrzostwach Europy w Wiedniu w 1991 roku.